# Antarctobiotus exiguus
Antarctobiotus exiguus är en kräftdjursart som beskrevs av Lewis 1972. Antarctobiotus exiguus ingår i släktet Antarctobiotus och familjen Canthocamptidae. Inga underarter finns listade i Catalogue of Life.